# Wachenroth
Wachenroth là một đô thị thuộc huyện Erlangen-Höchstadt, trong bang Bayern, nước Đức. Đô thị Wachenroth có diện tích 23,16 km², dân số thời điểm 31 tháng 12 năm 2006 là 2183 người.
Wachenroth tọa lạc ở thung lũng sông Reiche Ebrach, tại cuối phía nam của Steigerwald, khoảng 20 km về phía tây bắc Erlangen.
Đô thị này gồm các khu vực dân cư:
- Buchfeld
- Warmersdorf
- Weingartsgreuth
- Horbach
- Reumannswind
- Volkersdorf
- Oberalbach
- Unteralbach
- Eckartsmühle